# Liste des maîtres émérites du sport de l'URSS et de la Russie en hockey sur glace
Ne doit pas être confondu avec Temple de la renommée du hockey russe.

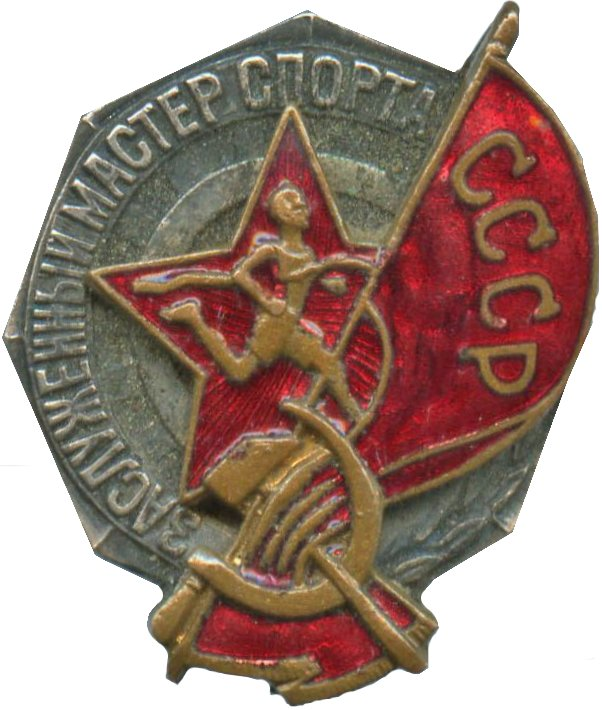
Insigne remis aux joueurs soviétiques honorés.

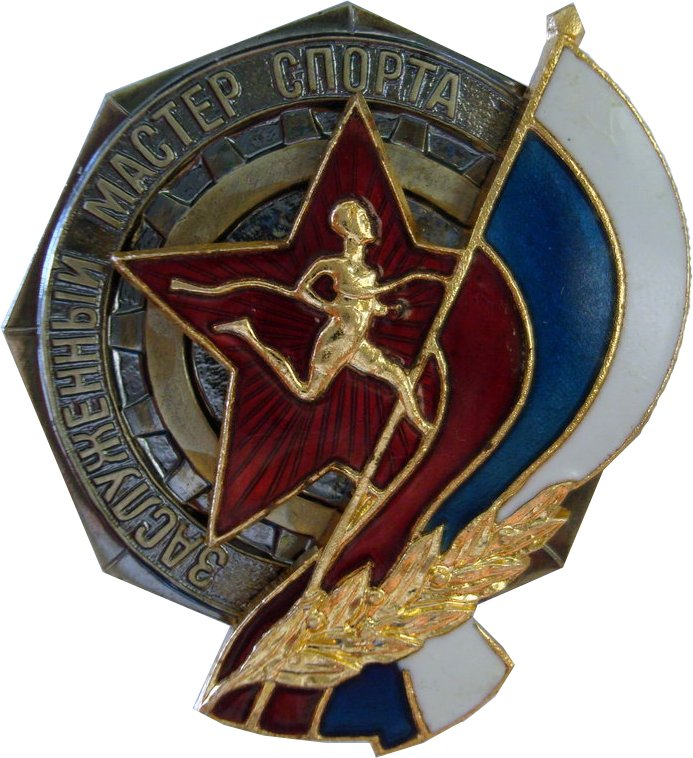
Insigne remis aux joueurs russes honorés.

Le temple de la renommée du hockey soviétique et russe a été créé en 1948. Les joueurs faisant partie du temple portent officiellement le titre de « maître des sports » - Заслуженный мастер спорта (Zasloujenny Master Sporta) en russe - que ce soit de l'URSS (jusqu'à 1991) ou de la Russie.
Les personnalités honorées recevaient alors un insigne avec un coureur en train de franchir une ligne d'arrivée sur fond d'étoile rouge avec le drapeau rouge devant et les autres symboles de l'URSS : la faucille et le marteau. Depuis 1991, le drapeau de la Russie et un brin de blé ont remplacé les symboles communistes de l'insigne.
- Haut – A
- B
- C
- D
- E
- F
- G
- H
- I
- J
- K
- L
- M
- N
- O
- P
- Q
- R
- S
- T
- U
- V
- W
- X
- Y
- Z

## A
- Boris Afanassiev (1948)
- Maksim Afinoguenov (2002)
- Veniamine Aleksandrov (1963)
- Aleksandr Almetov (1963)
- Sergueï Andronov (2018)
- Artiom Anissimov (2014)
- Viatcheslav Anissine (1973)
- Vladimir Antipov (2002)
- Konstantin Astrakhantsev (1993)
- Vitali Atiouchov (2010)

## B

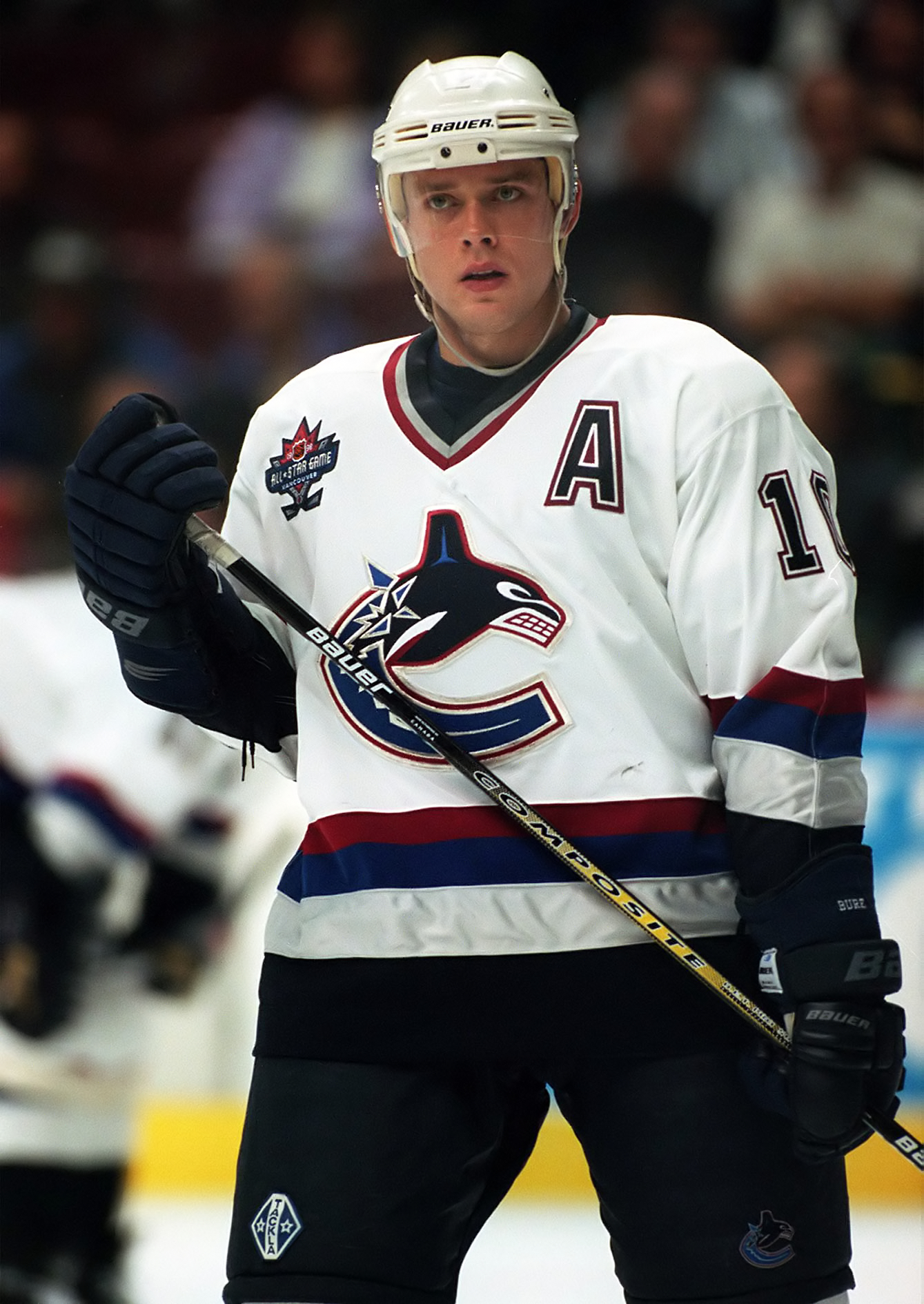
Pavel Boure sous les couleurs des Canucks de Vancouver.

- Ievgueni Babitch (1953)
- Sergueï Babinov (1979)
- Helmuts Balderis (1978)
- Sergueï Baoutine (1992)
- Aleksandr Barabanov (2018)
- Konstantine Barouline (2012)
- Anton Belov (2014)
- Zinetoula Bilialetdinov (1978)
- Timour Bilialov (2022)
- Ievgueni Birioukov (2012)
- Viktor Blinov (1968)
- Iouri Blinov (1972)
- Vsevolod Bobrov (1948)
- Sergueï Bobrovski (2014)
- Aleksandr Bodounov (2003)
- Igor Boldine (1992)
- Nikolaï Borchtchevski (1992)
- Pavel Boure (1990)
- Valeri Boure (1998)
- Aleksandr Bourmistrov (2014)
- Viatcheslav Boutsaïev (1992)
- Vladimir Brejnev (1965)
- Sergueï Bryline (2003)
- Ilia Bryzgalov (2002)
- Ilia Biakine (1988)
- Mikhaïl Bytchkov (1954)
- Dmitri Bykov (2002)
- Viatcheslav Bykov (1983)

## C
- Vladimir Chadrine (1971)
- Viktor Chalimov (1975)
- Damir Charipzianov (2022)
- Iouri Chatalov (1974)
- Mikhaïl Chtalenkov (1992)
- Sergueï Chendelev (1993)
- Sergueï Chepelev (1981)
- Igor Chestiorkine (2018)
- Oleg Chevtsov (1998)
- Vadim Chipatchiov (2014)
- Valeri Chiriaïev (1989)
- Sergueï Chirokov (2012)
- Viktor Chouvalov (1953)

## D
- Ievgueni Dadonov (2014)
- Pavel Datsiouk (2002 et 2012)
- Vitali Davydov (1963)
- Ievgueni Davydov (1990)
- Denis Denissov (2012)
- Igor Dmitriev (1974)
- Nikolaï Drodzetski (1981)

## F

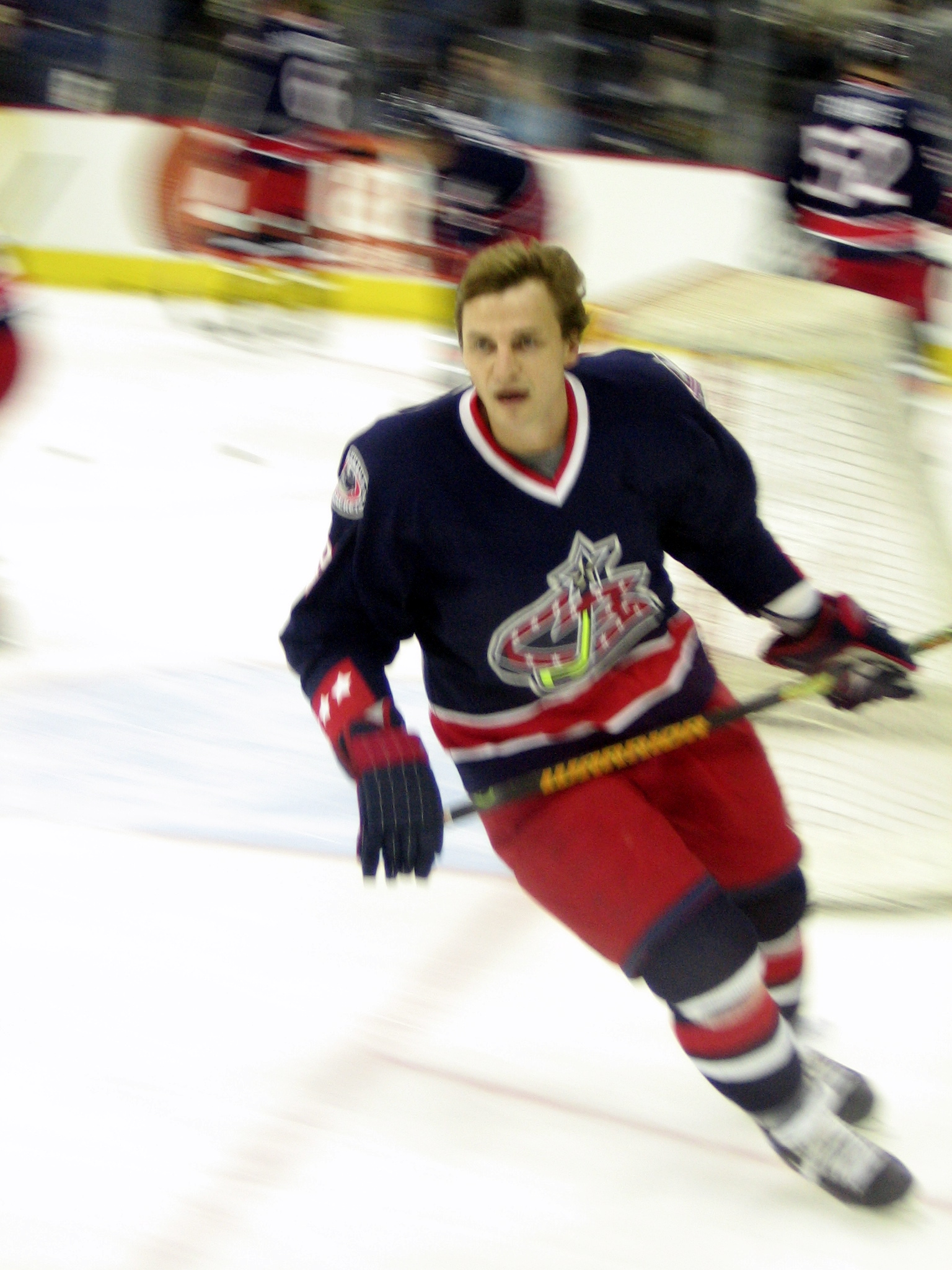
Sergueï Fiodorov sous les couleurs des Blue Jackets de Columbus.

- Ivan Fedotov (2022)
- Viatcheslav Fetissov (1978)
- Iouri Fiodorov (1978)
- Sergueï Fiodorov (1998)
- Anatoli Firsov (1964)
- Valeri Fomenkov (1995)
- Aleksandr Frolov (2013)
- Dmitri Frolov (1993)

## G

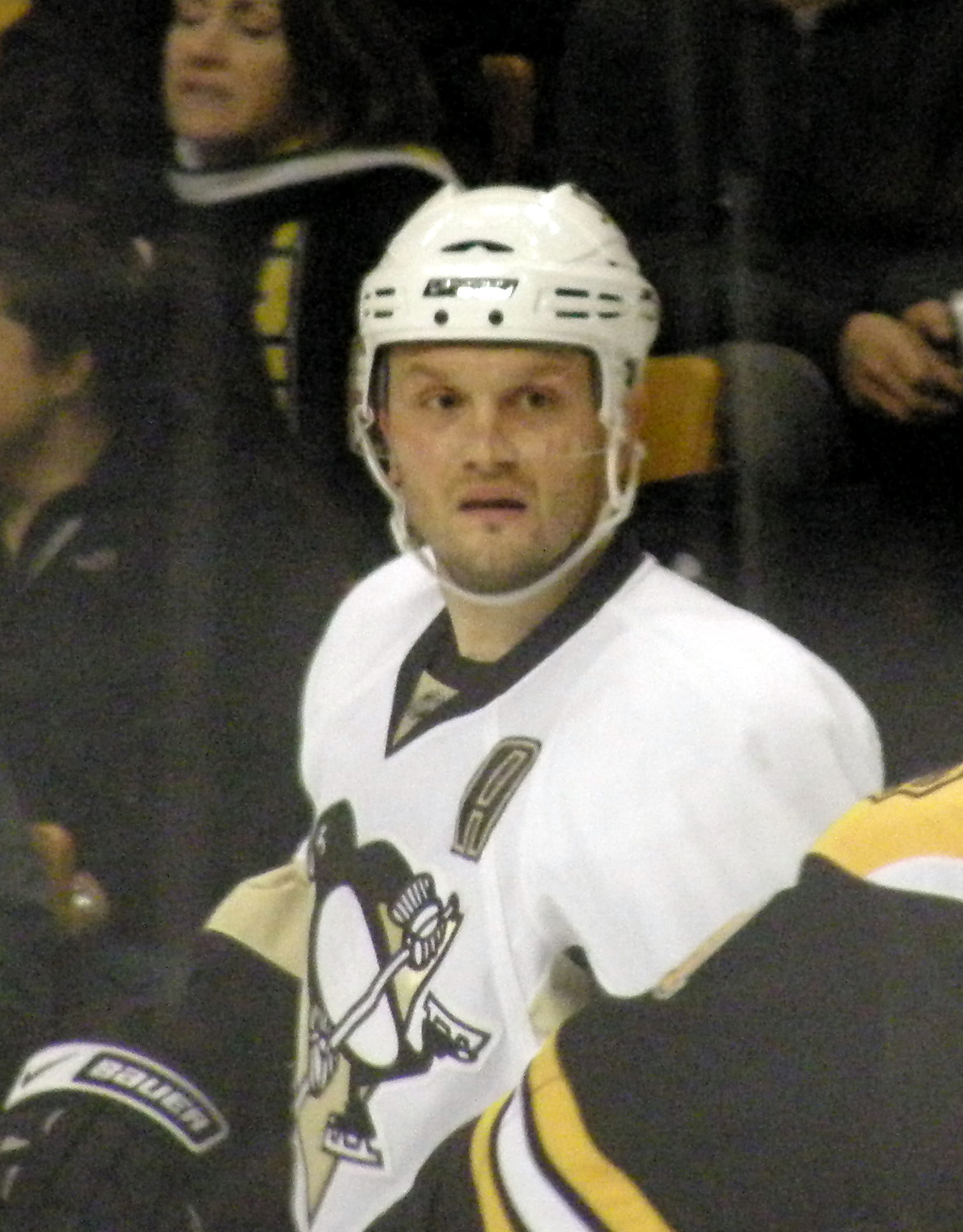
Sergueï Gontchar avec les Penguins de Pittsburgh.

- Stanislav Galiev (2022)
- Vladislav Gavrikov (2018)
- Aleksandr Golikov (1978)
- Vladimir Golikov (1978)
- Sergueï Gontchar (1998)
- Konstantin Gorovikov (2009)
- Alekseï Gourychev (1954)
- Aleksandr Gouskov (2002)
- Ravil Gousmanov (2002)
- Alekseï Goussarov (1988)
- Aleksandr Goussev (1973)
- Nikita Goussev (2018)
- Sergueï Goussev (2002)
- Denis Grebechkov (2009)
- Mikhaïl Grigorenko (2018)
- Arseni Gritsiouk (2022)
- Ievgueni Grochev (1991)
- Aleksandr Guerassimov (1984)
- Irek Guimaïev (1982)

## I
- Alekseï Iachine (1993)
- Sergueï Iachine (1988)
- Aleksandr Iakouchev (1970)
- Viktor Iakouchev (1963)
- Iegor Iakovlev (2014)
- Alekseï Iemeline (2012)
- Aleksandr Ielessine (2022)
- Aleksandr Ieriomenko (2009)
- Anatoli Ionov (1965)
- Dmitri Iouchkevitch (1992)
- Aleksandr Ioudine (2002)
- Vladimir Iourzinov (1963)
- Edouard Ivanov (1963)

## J
- Alekseï Jamnov (1992)
- Pavel Jibourtovitch (1953)
- Alekseï Jitnik (1992)
- Viktor Jlouktov (1978)
- Sergueï Joukov (2002)

## K

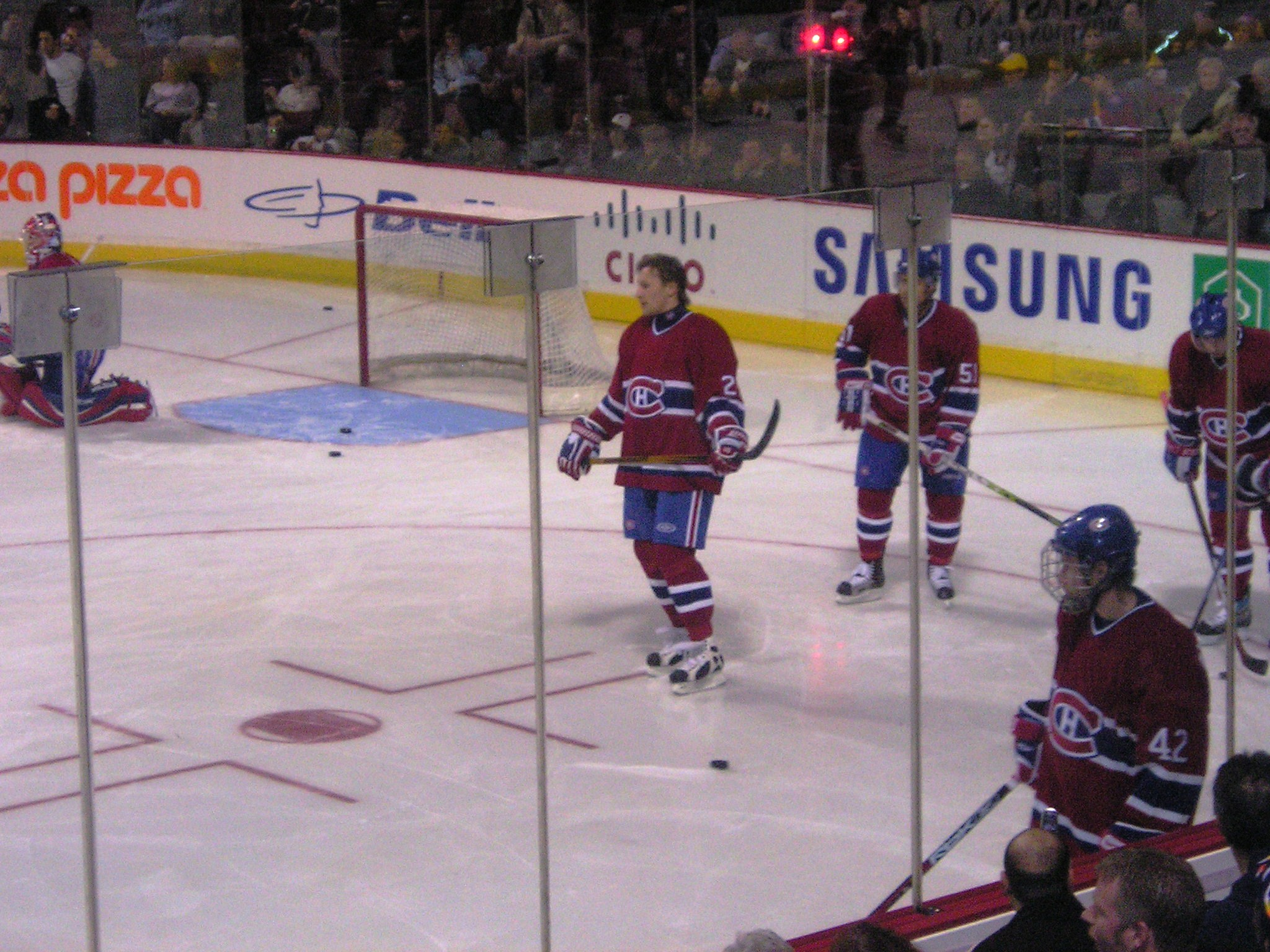
Alekseï Kovaliov avec les Canadiens de Montréal.

- Ilia Kabloukov (2018)
- Artour Kaïoumov (2022)
- Dmitri Kalinine (2002)
- Sergueï Kalinine (2014)
- Valeri Kamenski (1988)
- Ian Kaminski (1993)
- Sergueï Kapoustine (1975)
- Kirill Kaprizov (2018)
- Pavel Karnaoukhov (2022)
- Valeri Karpov (1993)
- Aleksandr Karpovtsev (1993)
- Alekseï Kassatonov (1981)
- Ievgueni Ketov (2012)
- Nikolaï Khabibouline (2002)
- Darius Kasparaitis (1992)
- Sviatoslav Khalizov (2005)
- Aleksandr Kharitonov (2008)
- Valeri Kharlamov (1969)
- Nikolaï Khlystov (1954)
- Iouri Khmylev (1992)
- Andreï Khomoutov (1982)
- Anton Khoudobine (2014)
- Bogdan Kisselevitch (2018)
- Vassili Kochetchkine (2010)
- Aleksandr Kojevnikov (1982)
- Denis Kokarev (2012)
- Alexandre Komarov (1954)
- Viktor Konovalenko (1963)
- Vladimir Konstantinov (1989)
- Konstantin Korneïev (2009)
- Pavel Korotkov (1952)
- Nikolaï Kouliomine (2013)
- Anton Kourianov (2009)
- Aleksandr Koutouzov (2014)
- Andreï Kovalenko (1992)
- Ilia Kovaltchouk (2002)
- Alekseï Kovaliov (1992)
- Vladimir Kovine (1984)
- Alekseï Koznev (2002)
- Igor Kravtchouk (1988)
- Sergueï Krivokrassov (1998)
- Vladimir Kroutov (1981)
- Iouri Krylov (1954)
- Alfred Koutchevski (1954)
- Valentin Kouzine (1954)
- Viktor Kouzkine (1963)
- Ievgueni Kouznetsov (2012)
- Oleg Kvacha (2002)

## L

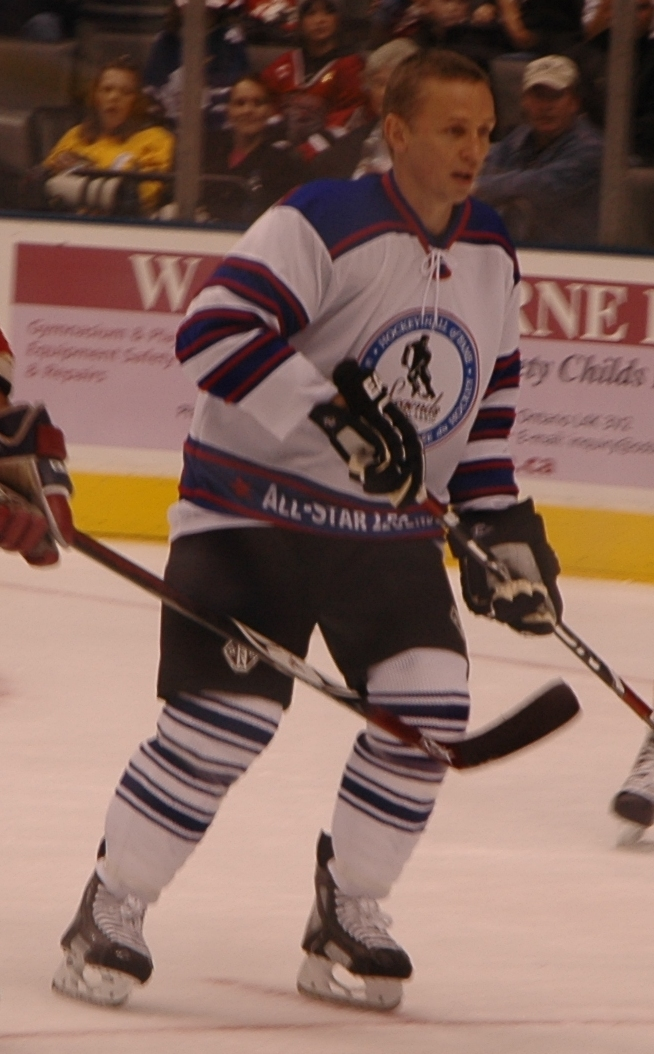
Igor Larionov en photo en 2008.

- Igor Larionov (1982)
- Iouri Lebedev (1974)
- Iouri Leonov (2005)
- Konstantin Loktev (1964)
- Andreï Loktionov (2014)
- Andreï Lomakine (1988)
- Vladimir Loutchenko (1970)
- Iouri Liapkine (1973)

## M

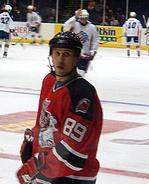
Aleksandr Moguilny dans la Ligue américaine de hockey.

- Nikolaï Makarov (1981)
- Sergueï Makarov (1979)
- Vladimir Malakhov (1990)
- Ievgueni Malkine (2012)
- Aleksandr Maltsev (1969)
- Andreï Markov (2009)
- Daniil Markov (2002)
- Aleksandr Martyniouk (1973)
- Ievgueni Maïorov (1963)
- Boris Maïorov (1963)
- Alekseï Martchenko (2018)
- Ievgueni Medvedev (2012)
- Ievgueni Michakov (1968)
- Boris Petrovitch Mikhailov (1969)
- Maksim Mikhaïlovski (1993)
- Artiom Minouline (2022)
- Boris Mironov (1998)
- Dmitri Mironov (1992)
- Grigori Mkrtychan (1951)
- Aleksandr Moguilny (1988)
- Iouri Moïsseïev (1968)
- Alekseï Morozov (1998)
- Iouri Morozov (1970)
- Sergueï Moziakine (2009)
- Sergueï Mylnikov (1985)
- Vladimir Mychkine (1979)

## N
- Ievgueni Nabokov (2009)
- Sergueï Nemtchinov (1990)
- Nikita Nesterov (2018)
- Aleksandr Nikichine (2022)
- Nikita Nikitine (2012)
- Valeri Nikitine (1967)
- Andreï Nikolichine (1993)
- Ilia Nikouline (2009)

## O
- Dmitri Orlov (2014)
- Dmitri Oukolov (1954)
- Aleksandr Ouvarov (1954)
- Aleksandr Ovetchkine (2009)

## P
- Ievgueni Paladiev (1969)
- Iouri Pantioukhov (1956)
- Iouri Paramochkine (1991)
- Aleksandr Pachkov (1978)
- Aleksandr Perejoguine (2011)
- Vassili Pervoukhine (1978)
- Boris Peteline (1954)
- Sergueï Petrenko (1992)
- Vladimir Petrov (1969)
- Stanislav Petukhov (1963)
- Sergueï Plotnikov (2014)
- Iegor Podomatski (2002)
- Viktor Poloupanov (1967)
- Aleksandr Popov (2012)
- Nikolaï Poutchkov (1954)
- Sergueï Pouchkov (1993)
- Viktor Priajnikov (1991)
- Vitali Prochkine (2009)
- Nikolaï Prokhorkine (2018)
- Vitali Prokhorov (1992)
- Aleksandr Prokopiev (2002)

## R
- Aleksandr Radoulov (2009)
- Aleksandr Ragouline (1963)
- Andreï Razine (2002)
- Vladimir Repniov (2008)
- Dmitri Riabykine (2002)
- Ievgueni Riassenski (2012)
- Igor Romichevski (1968)

## S
- Aleksandr Samonov (2022)
- Sergueï Samsonov (2002)
- Oleg Saprykine (2010)
- Andreï Sapojnikov (1993)
- Aleksandr Savtchenkov (2002)
- Aleksandr Semak (1990)
- Kirill Semionov (2022)
- Aleksandr Sidelnikov (1976)
- Genrikh Sidorenkov (1956)
- Aleksandr Siomine (2009)
- Aleksandr Vikentievitch Skvortsov (1981)
- Anton Slepychev (2022)
- Aleksandr Smirnov (1993)
- Maksim Sokolov (2002)
- Nikolaï Sologoubov (1956)
- Ilia Sorokine (2018)
- Sergueï Sorokine (1993)
- Maksim Souchinski (2002)
- Sergueï Starikov (1983)
- Viatcheslav Starchinov (1963)
- Igor Stelnov (1984)
- Sergueï Svetlov (1988)
- Aleksandr Svitov (2012)

## T
- Anatoli Tarassov (1949)
- Arkadi Tchernychiov (1948)
- Maksim Tchoudinov (2014)
- Andreï Tchibissov (2022)
- Aleksandr Tchiornykh (1988)
- Viktor Tchistov (2002)
- Ivan Teleguine (2018)
- Sergueï Teleguine (2022)
- Alekseï Terechtchenko (2009)

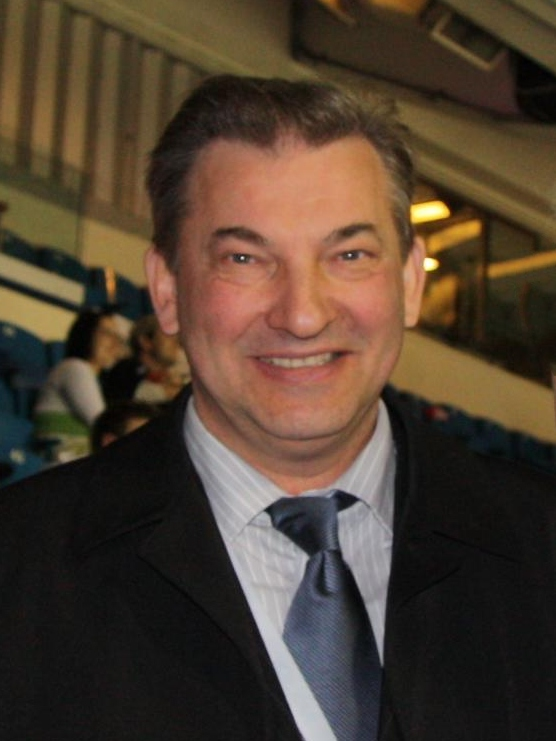
Vladislav Tretiak en 2008.

- Viktor Vassilievitch Tikhonov (1978)
- Viktor Tikhonov (2014)
- Viktor Tioumenev (1982)
- Fiodor Tioutine (2009)
- Guerman Titov (1993)
- Ivan Tkatchenko (2002)
- Vladimir Tkatchiov (2022)
- Andreï Trefilov (1992)
- Ivan Tregoubov (1956)
- Vladislav Aleksandrovich Tretiak (1971)
- Viktor Tsyplakov (1969)
- Iouri Tsitsinov (1991)
- Guennadi Tsygankov (1972)
- Oleg Tverdovski (2002)

## V
- Igor Varitski (1993)
- Semion Varlamov (2012)
- Mikhaïl Varnakov (1985)
- Andreï Vassilevski (2014)
- Mikhaïl Vassiliev (1983)
- Valeri Vassiliev (1973)
- Vitali Vichnevski (2009)
- Sergueï Vychedkevitch (2002)
- Vladimir Vikoulov (1967)
- Viatcheslav Voïnov (2018)
- Leonid Volkov (1964)
- Iouri Volkov (1963)
- Anton Voltchenkov (2002)
- Dmitri Vorobiov (2009)
- Dmitri Voronkov (2022)

## Z

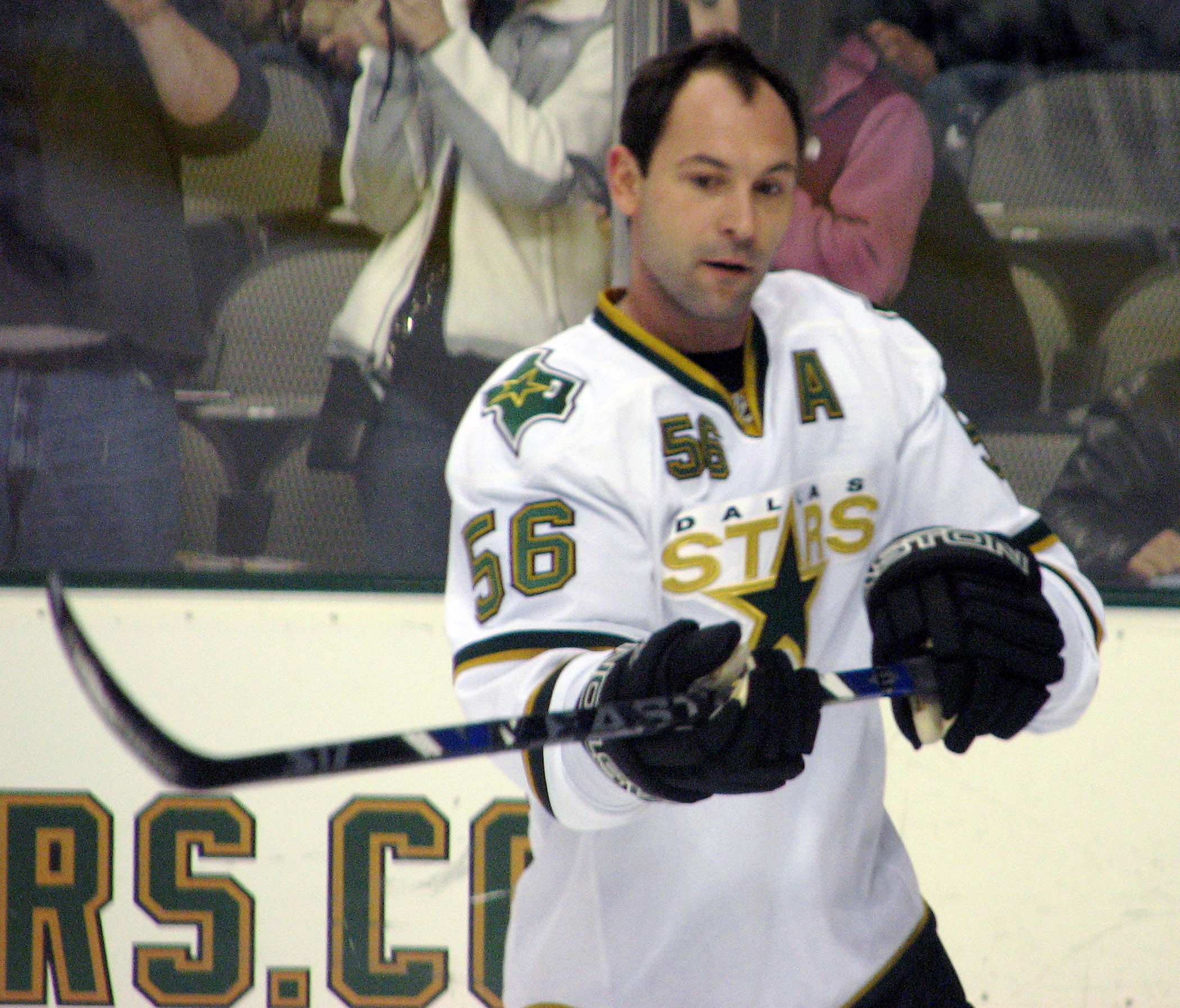
Sergueï Zoubov admis en 1992

- Boris Zapriagaïev (1954)
- Boris Zaïtsev (1964)
- Oleg Zaïtsev (1966)
- Danis Zaripov (2009)
- Dmitri Zatonski (2002)
- Valeri Zelepoukine (1998)
- Ievgueni Zimine (1968)
- Viktor Zinger (1967)
- Sergueï Zinoviev (2009)
- Artiom Zoub (2018)
- Andreï Zoubarev (2014)
- Sergueï Zoubov (1992)
- Vladimir Zoubkov (1983)
- Andreï Zouïev (1993)

- Haut – A
- B
- C
- D
- E
- F
- G
- H
- I
- J
- K
- L
- M
- N
- O
- P
- Q
- R
- S
- T
- U
- V
- W
- X
- Y
- Z